# Microchirita bimaculata
Microchirita bimaculata là một loài thực vật có hoa trong họ Tai voi. Loài này được David Wood mô tả khoa học đầu tiên năm 1972 dưới danh pháp Chirita bimaculata.